# Orbomba
Orbomba ist ein Verwaltungsbezirk (Ward) des Distrikts Longido in der tansanischen Region Arusha.

## Geografie
Orbomba liegt im Norden von Tansania auf einer Hochfläche nördlich des über 4500 Meter hohen Mount Meru in etwa 1300 Meter Seehöhe. Der nördliche Teil des Bezirks beinhaltet den 2629 Meter hohen Longido.
Im Norden grenzt Orbomba an Kimokouwa und umfasst die Distrikthauptstadt Longido, im Osten grenzt es an Sinya und Tingatinga, im Süden und im Südwesten an Engikaret und im Nordwesten an Mundarara.
Orbomba hat eine Fläche von 633 Quadratkilometern. Bei der Volkszählung 2022 lebten hier 11.060 Menschen in 2523 Haushalten.

## Gliederung
Der Bezirk besteht aus drei Gemeinden (Mtaa) mit 13 Orten (Kitongoji):
| Orbomba - Orbomba - Elangátamukutan - Olchurai - Oldorko | Oltepesi - Oltepesi - Mlimani - Oltinga - Darajani - Iriro | Ranchi - Naalarami - Loosikito - Laaltarai - Imbilin |

## Wirtschaft und Infrastruktur
- Straße: Durch den Südwesten des Bezirks verläuft die asphaltierte Nationalstraße T2, die von Arusha nach Kenia führt.[8]